# 卜答失里 (皇后)
卜答失里（1305年—1340年），亦称不答失里，弘吉剌氏，元文宗图帖睦尔的皇后，父驸马鲁王雕阿不剌，母亲是元武宗的妹妹鲁国公主桑哥剌吉。她是元朝唯一的太皇太后。

## 生平
他跟随怀王图帖睦尔，出居建康、江陵。天历元年（1328年），图帖睦尔即位为元文宗，立卜答失里为皇后，后来文宗禅位元明宗，卜答失里为太子妃（应是太弟妃）；不久明宗暴亡，文宗复位，卜答失里复为皇后。天历二年（1329年），授皇后册宝。十一月，卜答失里以五万两银子助建大承天护圣寺。至顺元年（1330年），把籍没张珪家的四百顷田，赐给大承天护圣寺为永业田。卜答失里与宦官拜住谋杀明宗皇后八不沙。至顺三年（1332年）八月，文宗在上都驾崩。
由于文宗夫妻一直对明宗夫妻的死抱有恐惧，所以卜答失里没有立自己的儿子燕帖古思，而立明宗次子懿璘质班，是为元宁宗。十一月，奉玉册玉宝，尊卜答失里皇后为皇太后。十二月，卜答失里於兴圣殿接受朝贺。宁宗驾崩，大臣请立太子燕帖古思。卜答失里说：“天位至重，吾子尚幼，明宗长子妥欢帖睦尔在广西，今十三岁矣，理当立之。”于是大臣奉旨迎妥欢帖睦尔至京师，第二年（1333年）六月妥欢帖睦尔即位，是为元惠宗（元顺帝）。
元统元年（1333年），元惠宗尊卜答失里为太皇太后，卜答失里仍临朝称制，以燕帖古思作为皇位继承人。同時卜答失里也是元朝第一且唯一的太皇太后（如連追封皇帝的妻子也計算，卜答失里為元朝第二位太皇太后，第一位太皇太后是被追封元順宗答剌麻八剌的皇后、元英宗的太皇太后昭獻皇后答己（弘吉剌氏）。
至元六年（1340年）六月，元惠宗追究其父元明宗死因，下诏廢去卜答失里太皇太后名號、遷出宮中安置於东安州，随后又将她赐死。享年36歲。

## 影視作品
- 《奇皇后 (電視劇)》金瑞亨 饰演 卜答失里

## 延伸阅读
[在维基数据编辑]
 《新元史/卷104》，出自柯劭忞《新元史》